# Wilkins-Schelfeis
Koordinaten: 70° 15′ 0″ S, 73° 0′ 0″ W
Das Wilkins-Schelfeis (manchmal fälschlicherweise Wilkins-Schild genannt) ist ein Schelfeis über dem nach Hubert Wilkins benannten Wilkins-Sund an der Westküste der Alexander-I.-Insel in der Antarktis. Es grenzt im Osten und im Süden an die Alexander-I.-Insel, im Westen an die Latady-Insel und reichte bis April 2009 in nordwestlicher Richtung bis zur Charcot-Insel. Im Norden grenzt es an die Rothschild-Insel. In den 1950er Jahren erstreckte sich das Wilkins-Schelfeis über eine Fläche von 16.000 km², die bis März 2009 auf 11.200 km² abnahm. Mit etwa 1 % an der gesamten antarktischen Schelfeisfläche zählt das Wilkins-Schelfeis zu den kleinen Eisschelfen.
Ein Schelfeis entsteht durch das Abgleiten der Gletscher ins Meer. An der Eis-Front zum Meer hin brechen daher ständig, gesteuert durch das nachrückende Eis und durch Luft- und Wassertemperatur, Eisberge und Tafeln ab.
Ein vermehrtes Aufbrechen des Wilkins-Schelfeises wird seit 1995 beobachtet, was vermutlich auf die überdurchschnittlich starke Erwärmung der Westantarktis seit etwa 1950 zurückzuführen ist. Inzwischen liegt die mittlere Jahresoberflächentemperatur im Bereich des Wilkins-Schelfeises über −9 °C, und somit jenseits der Grenztemperatur für das langfristige Überleben von Schelfeis.  Im Sommer 2008 wurden neue Risse im verbliebenen Schelf entdeckt, die ein baldiges weiteres Abbrechen vermuten ließen. Beobachtungen des vom Deutschen Zentrum für Luft- und Raumfahrt betriebenen Erdbeobachtungssatelliten TerraSAR-X und des von der ESA betriebenen Envisat ergaben für das Jahr 2008 einen Eisverlust von 1800 km², was einer Abnahme um 14 % der Anfang 2008 vorhandenen Gesamtfläche entspricht. Am 2. April 2009 zerbrach schließlich die verbliebene Eisbrücke zur Charcot-Insel. Teile des Schelfeises driften seitdem ins offene Meer. In der Folge nahm die Schelfeisfläche um weitere 1.030 km² ab. Da das Schelfeis bereits im Wasser schwimmt, ergibt sich durch sein Zerbrechen zunächst keine Erhöhung des Meeresspiegels. Es wird jedoch vermutet, dass das Schelfeis einen bremsenden Einfluss auf die Fließgeschwindigkeit der Gletscher der angrenzenden Inseln hatte.

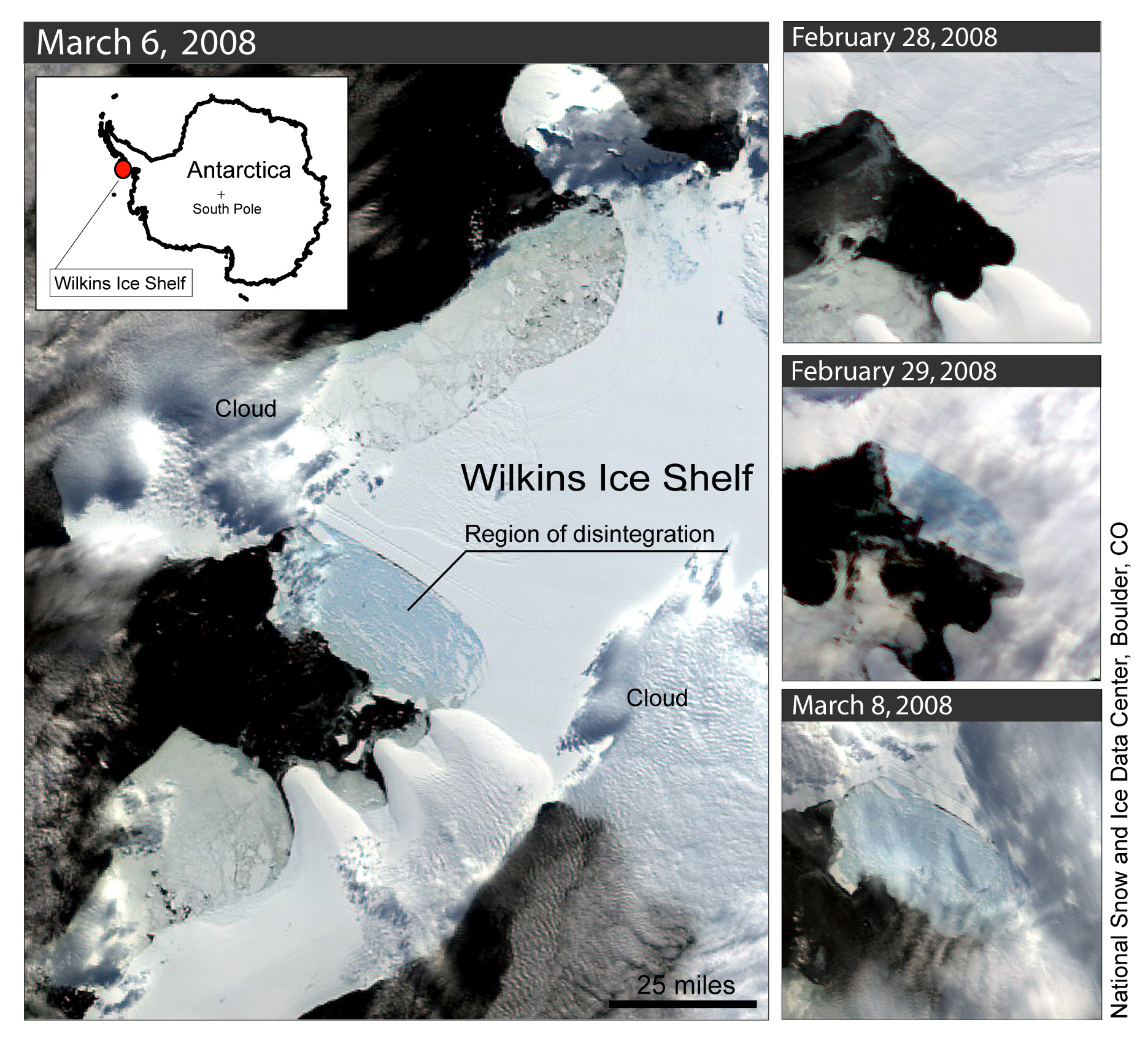
Lage des Wilkins-Schelfs und Entwicklung des Schelfeises im März 2008
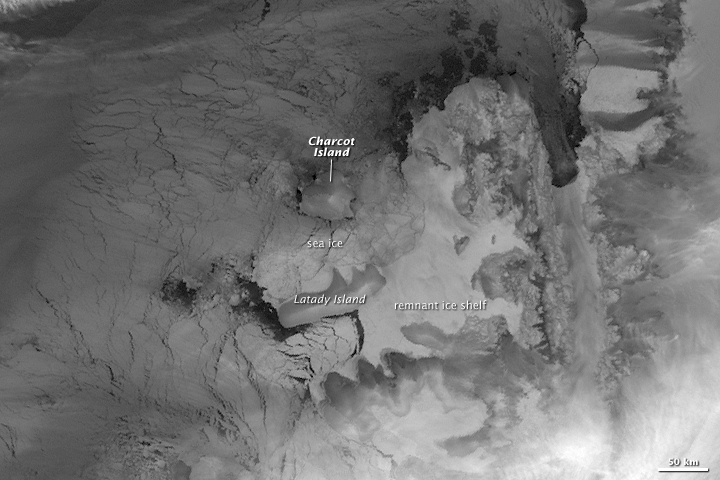
Infrarotaufnahme des Eisschelfs, August 2009
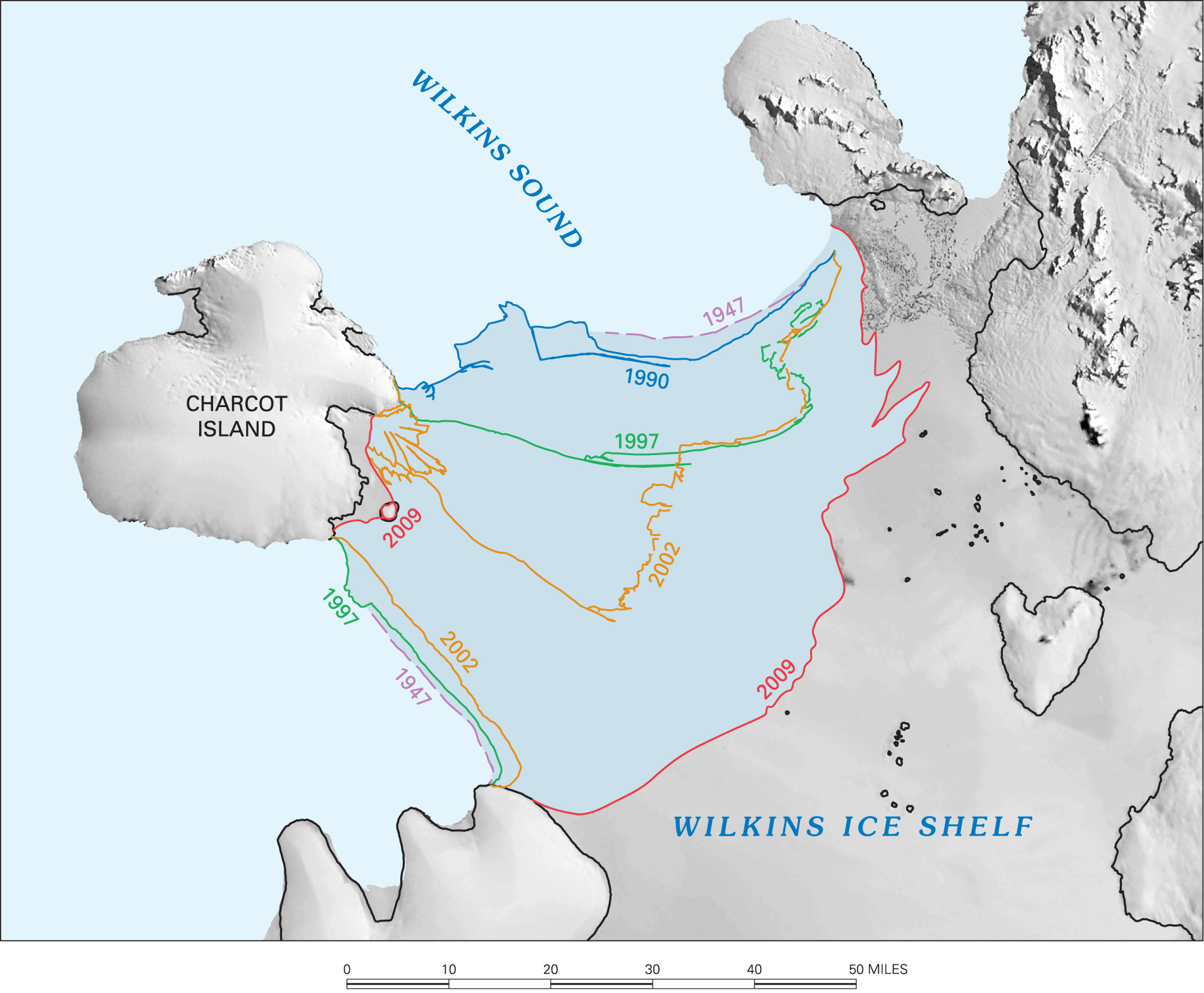
Abnahme des Schelfeises von 1947 bis 2009